# سعيد العمودي
سعيد بن عيسى العمودي التيمي القرشي(المتوفى 671 هـ) أحد كبار مشايخ حضرموت وعلمائها، وإليه ينتسب المشايخ آل العمودي في حضرموت. يعود نسبه إلى الصحابي أبو بكر الصديق. أسس لأسرته نفوذًا روحيًا وزعامة دينية في وادي دوعن، والتي تحولت إلى دولة سياسية حكمت دوعن لفترة من الزمن. وبه اشتهرت بلدة قيدون. سلك طريق أهل التصوف وأصبح رمزًا من أعلامهم في القرن السابع الهجري.

## نسبه
سعيد بن عيسى بن محمَّد بن سعيد بن شعبان بن عيسى بن الشيخ الكبير سعيد بن عيسى بن أحمد بن سعيد بن أحمد بن سعيد (عمود الدين) بن عيسى بن شعبان بن عيسى بن داؤود بن محمَّد بن نوح (أبوبكر) بن طلحة بن عبد الله بن عبد الرحمن بن أبو بكر الصديق.
فهو الحفيد 20 لخليفة رسول الله أبو بكر الصديق في سلسلة نسبه.

## مولده ونشأته
ولد بقرية قيدون بوادي دوعن في حضرموت، ونشأ تحت رعاية والديه على زهد في الحياة مع عناية بالتربية الدينية وأعمال الخير. وقد كان مثابرًا على حضور دروس علماء عصره حريصًا على التلقي منهم والاقتباس من علومهم.

## تصوفه
تعلم الشيخ سعيد طريقة شعيب أبو مدين المغربية إحدى الطرق الصوفية من مبعوث الشيخ شعيب أبي مدين التلمساني إلى حضرموت الشيخ عبد الله الصالح المغربي، وأصبح من الآخذين عنه بالسند المتصل إلى رسول الله ﷺ وإليها ترجع طريقته العلمية في الأخذ وهي (الطريقة العمودية) إحدى الطرق الحضرمية المشهورة وعددها ثلاث وعشرون طريقة أوردها عبد الرحمن بن عبد الله بلفقيه في «رفع الأستار»، كما أنه مؤسس (المنصبة العمودية) التي لها ظهورها وحرمتها وبقاؤها في عقبه إلى اليوم.
وممن أخذ أيضًا عن الشيخ الصالح المغربي السيد محمد بن علي باعلوي «الفقيه المقدم» صاحب (الطريقة العلوية) بتريم، فكان من معاصري الشيخ سعيد الذي ذهب إليه في تريم واتفق معه على قرار كسر السيف، كرمز للتحول من مظاهر الحياة الاجتماعية السائدة في ذلك العهد، إلى طريقة الزهد وترك السياسة، حيث كان السيف وقتئذ يرمز إلى النهب والسلب والإجرام وطلب الحكم والثأر والانتقام.

## من أقواله
سأله الشيخ أحمد ابن أبي الجعد عن طريق الصوفية فأجاب بقوله:
«طريق الصوفية طريقُ مُحقِّقِين وطريقُ مُجْتَهِدِين. فأمَّا طريقُ المُحقِّقِين فهَجْرُ الخلائق، وقَطْعُ العلائق، والاجتهادُ في خدمة المَلِكِ الخالق. وأمَّا طريقُ المُجْتَهِدِين فالصِيامُ والقيامُ، وتَرْكُ الآثام».
ولما سأله عن صفة الفقير الصابر قال له:
«أن يَلْبِس مِدْرَعَةً من البَلَاء، ودَلْفاً من العُزْلَة، ورِدَاءً من الخُشُوع، وسَراوِيل من العَفَاف، ولِحَافاً من الحَيَاء، وجُبَّةً من المُراقبة، وعُكازاً من التَوَكُّل، ومِشعلاً من الثَّبَات، ونَعْلاً من الصَبْر، وسِوَاكاً من القَنَاعَة، ويَتَّخِذْ زاويةً من العِلْم، وشَرَاباً من المَعْرِفة، فإذا وَقَفَ بباب المَلِكِ القُدُّوس فقد انْتَهى، فإذا انْتَهى أُعْطِي صفاتٍ غريبة يُعْرَفُ بها، فإذا عُرِفَ بها كان أَرَقَّ من الماء، وأعلى من السَمَاء، فيكون جَانِبُهُ أخْصَب من الصَّيْف، وهِمَّتُهُ أقْطَعَ من السَّيْف، وكلامه مُجنِّبٌ للحَيْف، مَثَلُه كمَثَلِ البحر يَغْسِلُ فيه الغاسل، ويَأكُل من سمكه الآكِل، الداخلُ فيه مُستريح من تَعَب المسافة، وينجِّيه من المخافة، إن قال صَدَق، وإن قيل صُدِّق، يُنْصِفُ من نفسه، ولا يَنْتَصِفُ لها، أيُّ شيء رَزَقَه اللهُ رَضِيَ به واكتفى، ولا يَظْلِم أَحَداً من خَلْقِ الله، وإن ظُلِمَ صَبَرَ وعَفَا».
ثم سأله عن صفة الشيخ ومن الذي يستحق المشيخة فأجاب:
«أن يَّكون جَوَّالَ الفِكِر، جَوْهَريَّ التَّفكِير، جميل المُنازعة، كريمَ المُراجعة، عظيم الحِلْم، كثير العِلْم، واسع الصَدْر، ذليل النَفْس، تَكَلُّمُهُ تَبَسُّم، واِستفهامُهُ تَعَلُّم، يُذَكِّر الغافل، ويُعَلِّم الجاهل، لا يَشْمَتُ بمُصيبة، ولا يَذْكُرُ أَحَداً بغِيبَة، مَأْمُوناً على الأمانات، بَعِيداً عن الخيانات، لا يَجْهِلُ على من جَهِلَ عليه، مَسْرُوراً بمن أتى إليه، أُنْساً للغَرِيب، عَوْناً للمُسلمين في كُلِ أمرٍ تَعِيب، أباً لليتيم مُعِيناً للضُعفاء، مَحزوناً قَلْبُه، مَسروراً برَبِّه، مُستوحِشاً من أهل الدُنيا، لا يَبْخَل، ولا يَعْجَل، ولا يَنْتصِر، ولا يَغتاظ على من يُؤذيه، بل يَحْلِم، ويَصْفَح، ولا يَخُوضُ فيما لا يعنيه، إن شُتِمَ لم يَشْتُم، وإن سُئِلَ لم يَمْنَع، وإن مُنِعَ لم يَغْضَب، أَلْيَنَ من الزَّبَد، وأحلَى من الشَّهد، قريباً من الخَيْر وأهله، بعيداً من الشَّر وأهله، لا يَغْضَب إلا بِحُكْمِ عَدْلِه، عالماً بأُصُول الدِّينِ وفروعه».

## ذريته
تزوج من ابنة الشيخ أحمد بن سعيد بلوعار العفيفي، ولديه من الأبناء: محمد، وعلي.

## وفاته
توفي عام 671 هـ ودفن بقيدون في حضرموت وقبره بها مشهور بجوار مسجده مسجد الشيخ سعيد العمودي.

### استشهادات
1. ↑  العمودي، عبد الله بن عمر. معرفة النسب من أحكام الشريعة.
2. ↑  باكثير، عبد الله بن محمد (1405 هـ). رحلة الأشواق القوية إلى مواطن السادة العلوية. ص. 134 - 136. مؤرشف من الأصل في 2018-08-09. اطلع عليه بتاريخ أغسطس 2020. {{استشهاد بكتاب}}: تحقق من التاريخ في: |تاريخ الوصول= و|تاريخ= (مساعدة)
3. 1 2  الخطيب، سعيد بن أحمد (1895 م). عرائس الوجود (PDF). الهند. مؤرشف من الأصل (PDF) في 2018-05-01. {{استشهاد بكتاب}}: تحقق من التاريخ في: |تاريخ= (مساعدة)
4. ↑  الناخبي، عبد الله بن أحمد (2005 م). القول المختار فيما لآل العمودي من الأخبار. عمَّان، الأردن: دار الفتح للدراسات و النشر. مؤرشف من الأصل في 2019-12-08. {{استشهاد بكتاب}}: تحقق من التاريخ في: |تاريخ= (مساعدة)

## وصلات خارجية
- الشيخ سعيد العمودي - السجادة البكرية.
- نسب آل العمودي - مكتبة علوم النسب.